# 岡今朝雄
岡 今朝雄（おか けさお、1879年〈明治12年〉5月15日 - 1941年〈昭和16年〉10月15日）は、日本の官僚。会計検査院長。

## 経歴
佐賀県出身。1904年（明治37年）、東京帝国大学法科大学政治科を卒業し、高等文官試験に合格した。税務属・大蔵属、税務監督局事務官・塩務局事務官、検査官補、副検査官、朝鮮総督府事務官、同営林廠長を歴任。1921年（大正10年）より検査官となり、1924年（大正13年）からは会計検査院部長を務めた。1938年（昭和13年）、会計検査院長に就任した。1941年（昭和16年）10月15日、幽門狭窄症で療養中に東京府東京市大森区雪ヶ谷町（現東京都大田区）の自宅で死去、62歳。墓所は多磨霊園。

## 栄典
- 1940年（昭和15年）4月1日 - 正三位[5]
- 1941年（昭和16年）10月15日 - 従二位[6]